# ألان ر. غراهام
ألان ر. غراهام هو سياسي كندي، ولد في 20 يونيو 1942 في كندا. حزبياً، نشط في الجمعية الليبرالية لنيو برونزويك ‏. وقد انتخب عضو الجمعية التشريعية لنيو برونزويك ‏.